# Castello di Jindřichův Hradec
Il castello di Jindřichův Hradec (in ceco Zámek Jindřichův Hradec) si trova nell'omonimo, comune del Distretto di Jindřichův Hradec nella Regione di Hradec Králové, Repubblica Ceca. Il complesso monumentale del castello è stato dichiarato monumento culturale nazionale nel 1996, è il terzo come dimensione, dopo il castello di Praga e il castello di Český Krumlov, nella Repubblica Ceca e le origini della struttura che ci è pervenuta risalgono al XII secolo.

## Storia

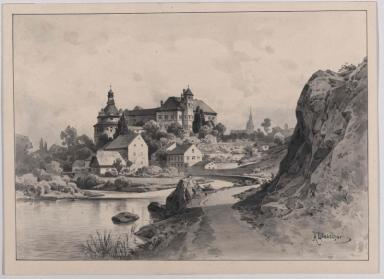
Il castello in una stampa antecedente il 1894

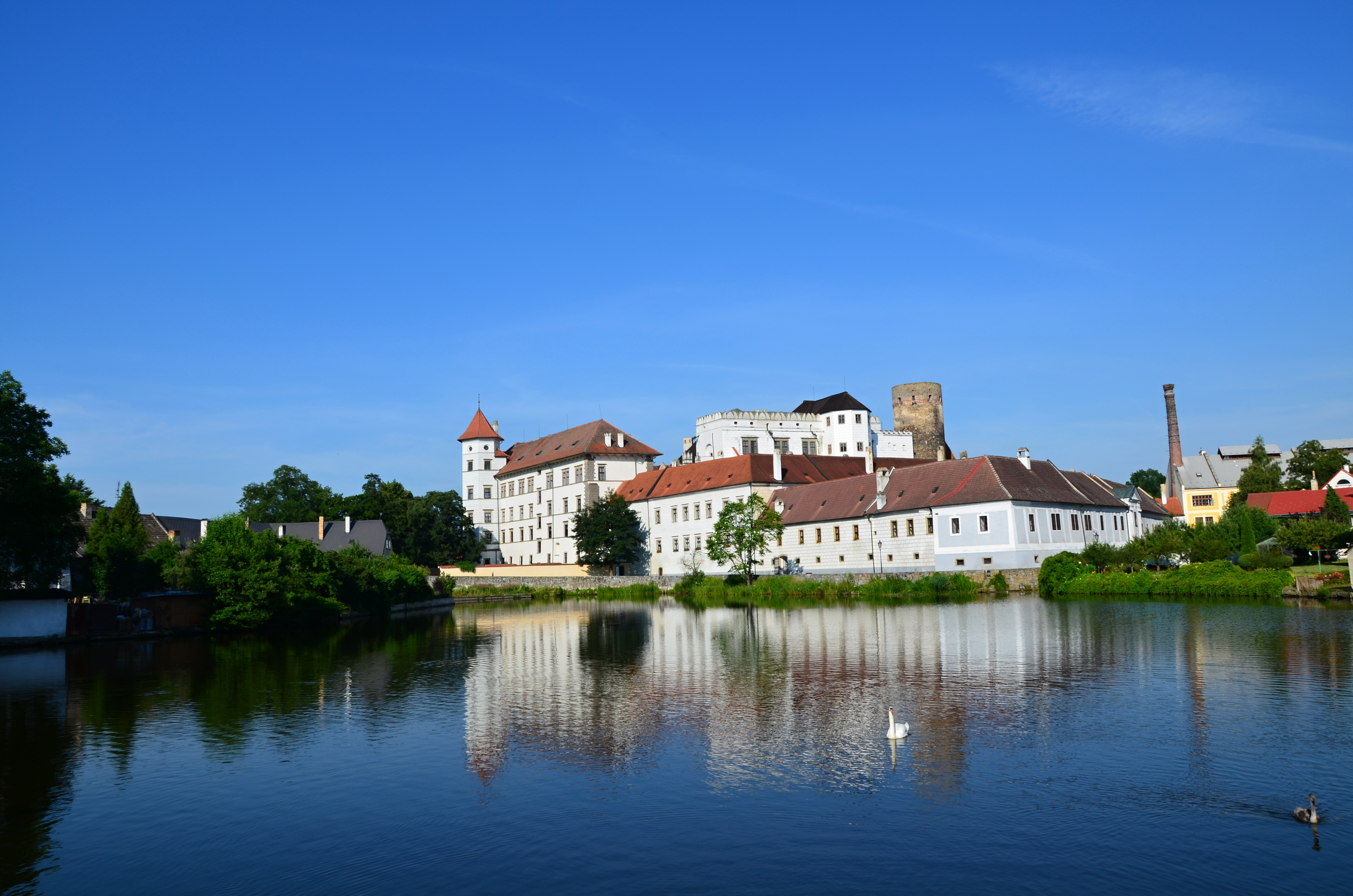
Castello visto dal corso del fiume Nežárka

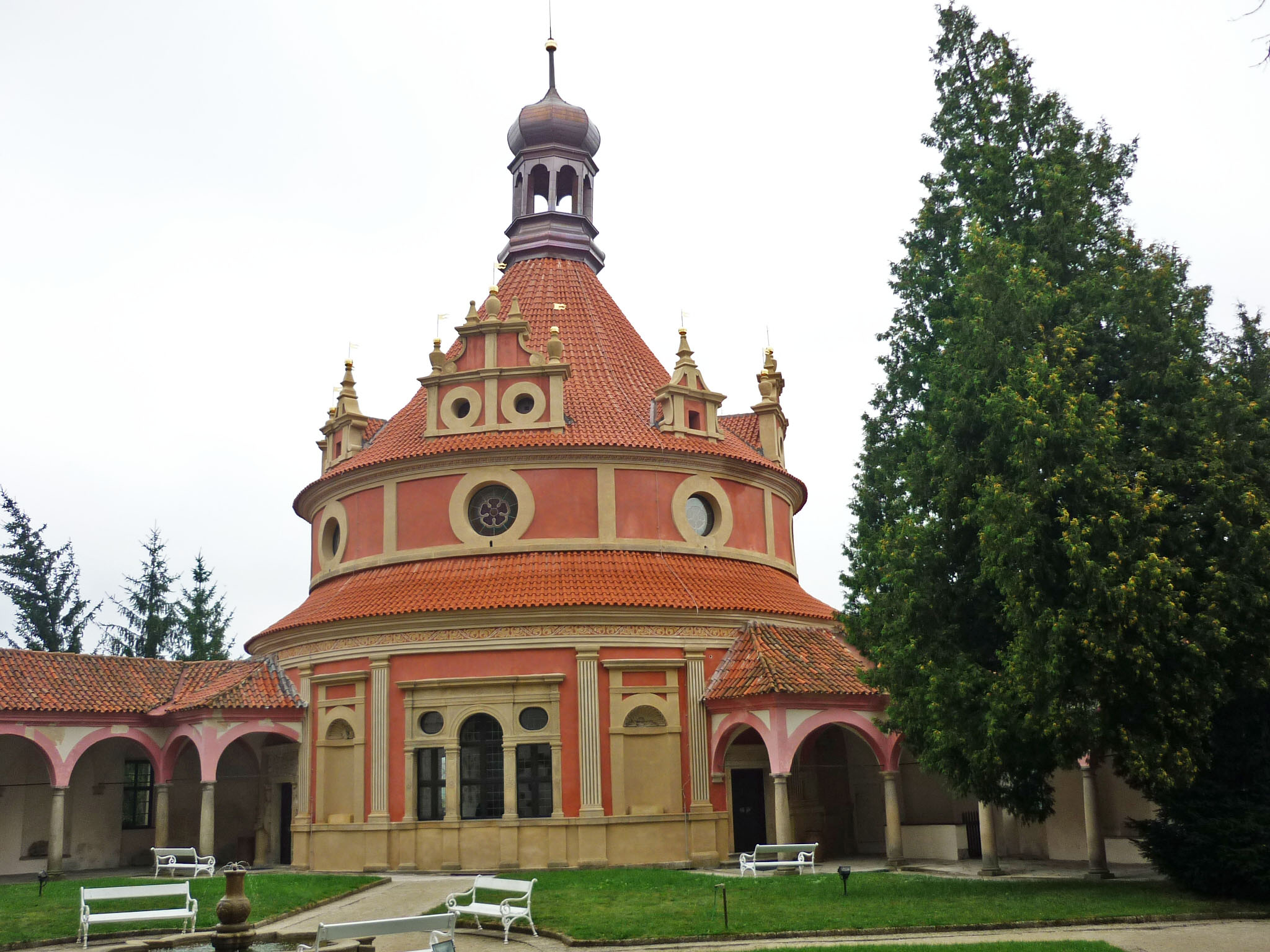
Rotonda presente nei giardini, spazio usato per venti musicali

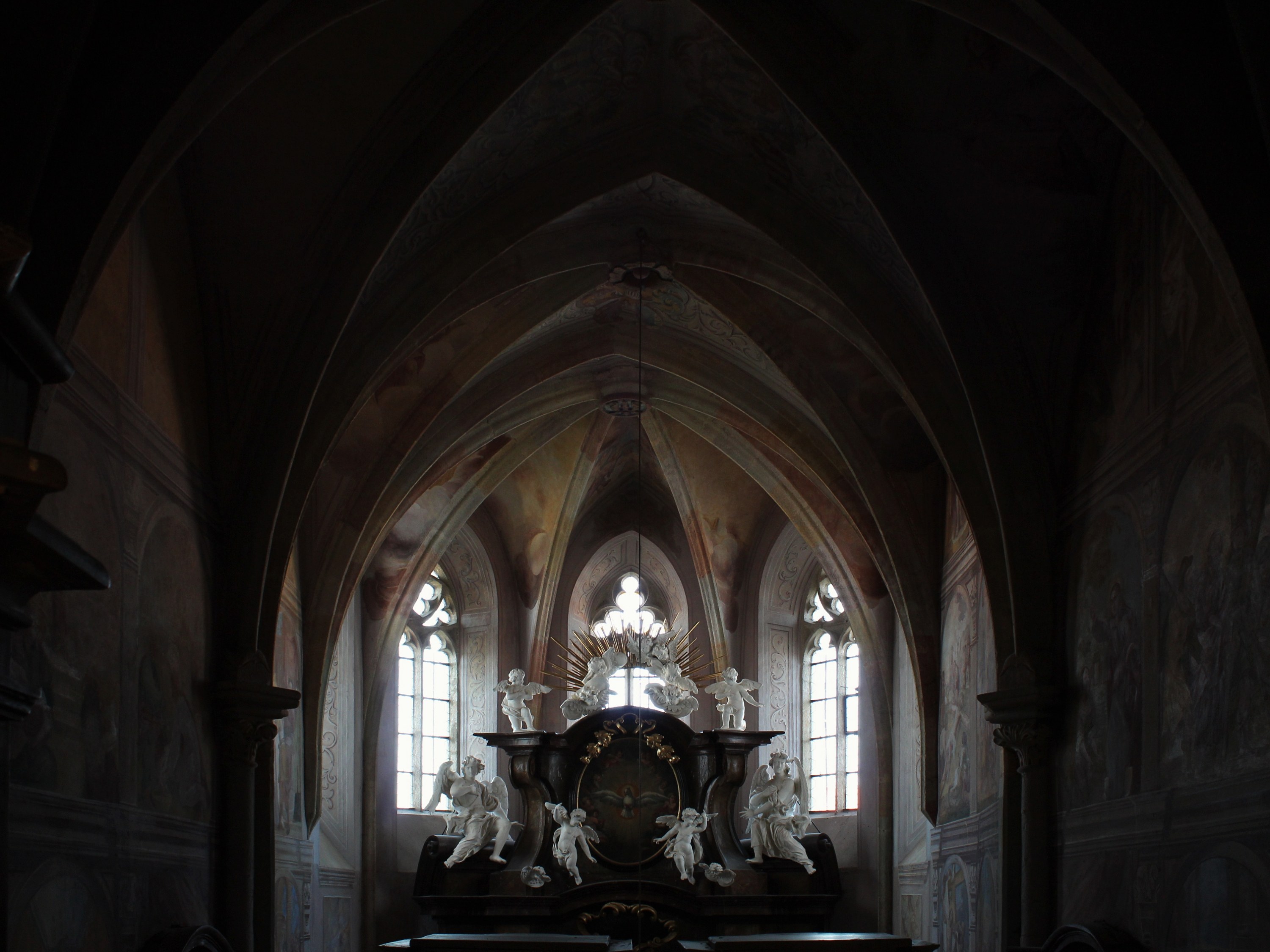
Cappella gentilizia dello Spirito Santo

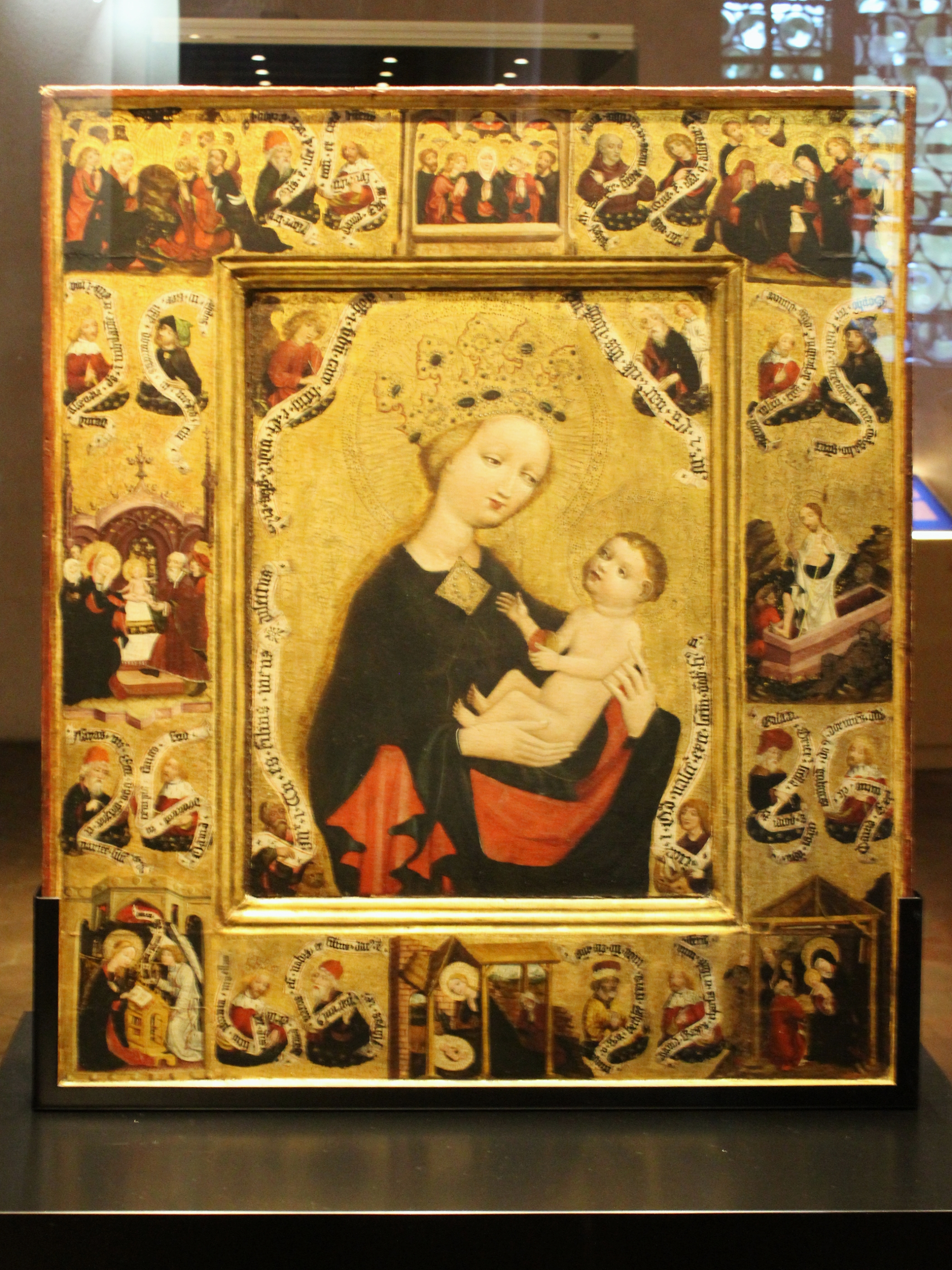
Dipinto raffigurante la Madonna Jindřichohradec, tavola tardo gotica del 1460, conservato nel palazzo gotico

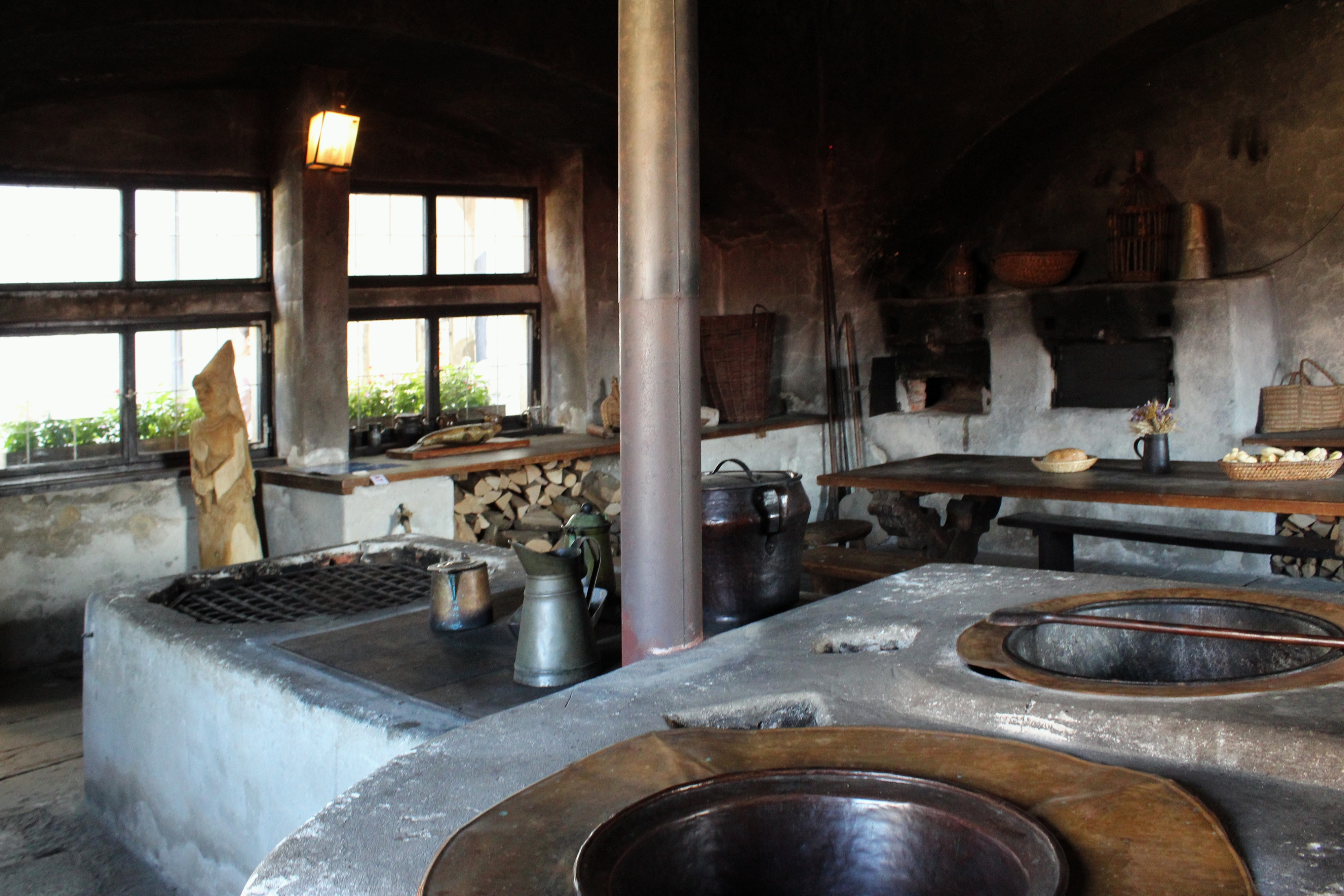
Antica cucina del castello nella Torre Nera

Già nel X secolo sul sito esisteva un castello slavo che probabilmente ebbe la funzione di ospitare l'amministrazione territoriale e i resti di un bastione, rinvenuti davanti alla facciata del cortile di uno dei palazzi lo testimoniano.
La prima citazione del castello medievale posto su una roccia alla confluenza tra il torrente Hamerský e il fiume Nežárka risale tuttavia ad almeno due secoli più tardi, cioè al 1200. Questa fortezza venne chiamata Novum castrum (castello nuovo,a riprova che in precedenza ne era esistito un altro) e fu legata ad Jindřich Vítkovec, il fondatore del ramo indipendente della famiglia Neuhaus. A quel periodo risalgono la struttura rotonda della torre Nera e il palazzo accanto.
Il castello fu successivamente ampliato fino a diventare un grande palazzo signorile che servì ai signori di Hradec come residenza principale fino all'estinzione della loro famiglia nel 1604. Nella seconda metà del XVI secolo, sotto Adamo II da Hradec, il castello venne radicalmente ricostruito in forme rinascimentali sul modello dei grandi palazzi del Rinascimento italiano. Durante gli anni di signoria degli Czernin furono realizzate le ultime grandi modifiche strutturali del castello, riguardanti in particolare la cappella gentilizia.
Tra gli anni 1709 e 1735 la cappella sino ad allora gotica del castello fu ricostruita in stile barocco. Nel 1773 un vasto incendio colpì il castello e quasi tutta l'area urbana, e gran parte degli interni rinascimentali, comprese le collezioni d'arte andarono perduti. Il castello appartenne alla famiglia Czernin fino al 1945 quando fu confiscato dallo Stato. Solo nel 1976 fu iniziata una ricostruzione generale che durò diciassette anni, con varie interruzioni, che restituì al complesso le sue forme storiche.

## Descrizione
Il complesso del castello si trova a Jindřichův Hradec, comune della Regione di Hradec Králové, Repubblica Ceca. Risulta essere, dopo il castello di Praga e il castello di Český Krumlov, il terzo più grande della Repubblica Ceca. L'insieme della sua struttura comprende numerose parti di grande valore storico e architettonico: 
- Palazzo gotico. La parte medievale del castello medievale con interni originali, la sala reale con una piccola galleria di sovrani boemi, la cappella del castello dello Spirito Santo, la cucina nera e il dipinto murale raffigurante la Leggenda di San Giorgio, risalente al 1338. Vi si conserva inoltre il dipinto raffigurante la Madonna Jindřichohradec, tavola tardo gotica del 1460.
- Cappella gentilizia dello Spirito Santo, che viene utilizzata anche per cerimonie nuziali in chiesa in collaborazione con la prepositura di Jindřichův Hradec.
- Torre Rossa.
- Torre Nera o Torre della Fame coi resti della più antica cucina del castello.
- Sala dei Cavalieri nell'ala spagnola, che ha funzioni di rappresentanza sin dalla sua costruzione nel XVI secolo. L'interno è decorato con elementi costruttivi in pietra di grande pregio come i camini rinascimentali e gli arazzi storici. Viene utilizzata per eventi culturali e sociali.
- Sala del Piccolo Teatro nell'ala Spagnola, molto curata acusticamente e decorata con dipinti murali del XVI secolo, ritratti storici di monarchi europei e mobili.
- Rotonda nei giardini.[1][2][3][4]

### Monumento culturale della Repubblica Ceca
La tutela dei monumenti della Repubblica Ceca considera il grande complesso del castello di Jindřichův Hradec un monumento culturale tutelato col numero di catalogo 1000147769.